# Maja Szopa
Maja Szopa (ur. 1997) – polska aktorka teatralna i filmowa. 

## Życiorys
W 2020 roku ukończyła studia na Wydziale Aktorskim Akademii Teatralnej w Warszawie.
We wrześniu 2018 roku otrzymała nagrodę dla najlepszej aktorki na Międzynarodowym Festiwalu Filmowym w Montrealu za rolę w filmie Stranniki terpienija, w reżyserii Vladimira Alenikova.

## Filmografia
| Rok       | Tytuł                            | Rola                          | Uwagi       |
| --------- | -------------------------------- | ----------------------------- | ----------- |
| 2017      | W rytmie serca                   | Anna Walewska                 | odc. 1, 12  |
| 2017      | Belfer 2                         | Karen Morgan                  |             |
| 2018      | Stranniki terpienija             | Marina                        |             |
| 2019      | Młody Piłsudski                  | Aleksandra Szczerbińska       | odc. 13     |
| 2019      | Echo serca                       | Diana Nowacka lub Szczepańska | odc. 23     |
| 2019      | Pułapka                          | Barbara Dryl                  | odc. 12, 13 |
| 2020      | Szadź                            | Martyna                       | odc. 2      |
| 2021      | Wojenne dziewczyny               | Karolina Węgierska „Nitka”    |             |
| 2021      | To musi być miłość               | Zuza                          |             |
| 2021      | Na dobre i na złe                | Mira                          | odc. 801    |
| 2021      | Mecenas Porada                   | Julia Makuch                  | odc. 2      |
| 2021–2023 | Papiery na szczęście             | fryzjerka Oliwia              |             |
| 2022      | Filip                            | Sara                          |             |
| 2022      | Ojciec Mateusz                   | siostra Agnieszka             | odc. 348    |
| 2022      | Pewnego razu na krajowej jedynce | Madzia                        |             |
| 2023      | Fanfik                           | Emilia                        |             |
| 2023      | Ojciec Mateusz                   | Marta Brzyska                 | odc. 375    |
| 2023      | Komisarz Alex                    | Kaja Filar                    | odc. 234    |
| 2023      | Sexify 2                         | uczestniczka panelu           |             |
| 2023      | Rafi                             | „Adżika”                      | odc. 8      |
| od 2023   | Przyjaciółki                     | Hania Gruszewska              |             |
| 2023      | Korona królów. Jagiellonowie     | Królewna Jadwiga Jagiellonka  |             |